# Мектуб, моя любовь
«Мектуб, моя любовь» (фр. Mektoub, My Love: Canto Uno) — французская романтическая драма Абделлатифа Кешиша. Премьера фильма прошла на Венецианском кинофестивале в 2017 году.
Фильм представляет собой экранизацию романа «Настоящая рана» (фр. La Blessure, la vraie) французского писателя Франсуа Бегодо. Слово «мектуб» по-арабски значит «судьба», а дополнение Canto Uno в названии фильма означает «Песнь первая».
В мае 2019 года на Каннском кинофестивале прошла премьера продолжения «Мектуб, моя любовь 2».

## Сюжет
Франция, 1994 год. В разгар лета бросивший учёбу студент-медик Амин приезжает из Парижа домой в небольшой городок Сет на побережье Лионского залива. Здесь живут все его родственники, а у его родителей здесь тунисский ресторан. Здесь же живёт и Офелия, подруга детства Амина. Сейчас она собирается замуж, но пока её жених служит далеко на корабле, она хорошо проводит время с двоюродным братом Амина Тони.
Как-то Тони и Амин на пляже знакомятся с двумя симпатичными девушками из Ниццы Шарлоттой и Селин. Вся компания весело проводит каникулы, перемещаясь между баром, рестораном, пляжем и клубом. Ловелас Тони быстро находит путь к сердцу Шарлотты. Застенчивый же Амин неловко чувствует себя рядом с красавицей Селин, которую к тому же то и дело кто-нибудь пытается у него увести. Самому Амину больше интересен отрешённый образ жизни. Он любит смотреть кино, сочинять собственный сценарий или заниматься фотографией.

## В ролях
- Шаин Бумедин — Амин
- Офели Бо — Офелия
- Салим Кешьюш — Тони
- Лу Люттио — Селин
- Алексия Шандар — Шарлотта
- Афсиа Эрзи — Камелия, тётя Амина
- Камел Саади — Камел, дядя Тони

## Производство
Во время постпродакшна стало известно, что Абделлатиф Кешиш несколько нарушил условия своего договора с кредиторами. По договору он должен был сделать 2-часовой фильм, а у него уже получалось два фильма по 3 часа каждый. Финансирование фильма было остановлено. Чтобы продолжить производство фильма режиссёр заявил, что в поисках средств вынужден через аукцион продать свою Золотую пальмовую ветвь, полученную в 2013 году за фильм «Жизнь Адель». Помимо этого было объявлено, что будет распродан реквизит из фильма «Жизнь Адель», в частности написанные для фильма картины.

## Рецензии
Фильм получил смешанные отзывы от критиков. В основном его критиковали за чрезмерную длину и отсутствие сюжета. На сайте Rotten Tomatoes рейтинг «свежести» фильма 55 % на основе 20 рецензий. На сайте Metacritic у фильма 59 баллов из 100 на основе 9 отзывов.